# Liste de jeux vidéo Une famille en or
Pour les articles homonymes, voir Family Feud (homonymie).
La liste de jeux vidéo Une famille en or répertorie les jeux vidéo basés sur le jeu télévisé français du même nom et son format original américain, Family Feud.

## Jeux
- 1987 : Family Feud sur Apple II, Coleco Adam, Commodore 64 et DOS
- 1991 : Family Feud sur NES
- 1993 : Family Feud sur Super Nintendo et Mega Drive
- 1994 : Family Feud sur 3DO
- 2000 : Family Feud sur PlayStation et Windows
- 2003 : Family Feud sur téléphone mobile
- 2004 : Family Feud 2.0 sur téléphone mobile
- 2006 : Family Feud sur PlayStation 2, Windows et Game Boy Advance
- 2006 : Family Feud II sur Windows
- 2006 : Family Feud: Hollywood Edition sur Windows
- 2008 : Family Feud sur iOS, Windows Mobile et BlackBerry
- 2009 : Family Feud: 2010 Edition sur PlayStation 3, Wii, Windows et Nintendo DS
- 2010 : Family Feud HD sur iOS
- 2010 : Family Feud Decades sur PlayStation 3, Wii et iOS
- 2011 : Family Feud: 2012 Edition sur Xbox 360 et Wii
- 2014 : Family Feud 2 sur iOS
- 2017 : Family Feud Live! sur iOS et Android[1]